# ラジオアーカイブ
『ラジオアーカイブ』は、TBSラジオで2019年1月6日から2020年3月29日まで放送されていたラジオ番組。

## 概要
これまでに放送されたTBSラジオの番組から選りすぐりの番組を再編集し、ナビゲーターの長岡杏子の紹介・解説を加えて、「記録を保存、活用し、未来に伝達していく番組」である。

## 放送時間
- 毎週日曜日 3:00 - 4:00
  - 編成上は深夜番組だが、平日の『Fine!!』同様、TBSラジオでは午前3時以降を翌日のプログラムとしているため「土曜の深夜番組」ではなく「日曜の早朝番組」としている。そのため本項でもそれに従って記述する。

## 出演者
- ナビゲーター：長岡杏子（当時TBSアナウンサー）

## 放送リスト
- 放送日はすべて暦日表記
- 生番組でのタイムコールや天気状況などといったものはそのまま放送されるが、放送当時のCM・提供アナウンスはカットされる。

| 放送日   | タイトル | 初回放送日                        | 番組内進行                                   | 備考   |
| -------- | --- | --------------------------------- | -------------------------------------------- | ------ |
| 1月6日   | 小沢昭一さん追悼特別番組「明日のこころだ…小沢昭一について考える」                                                                             | 2012年12月29日                    | 堀井美香                                     | [ 1 ]  |
| 1月13日  | 永六輔の誰かとどこかで 2016年初場所 | 2016年1月10日                     | 遠藤泰子                                     | [ 2 ]  |
| 1月20日  | ラジオワールド 魂の歌が聴こえる 綾戸智恵の世界                                                                                                | 2000年1月8日                      | 林美雄                                       | [ 3 ]  |
| 1月27日  | パックインミュージック 金曜日（木曜日深夜）最終回                                                                                             | 1982年7月30日                     | 野沢那智、白石冬美                           | [ 4 ]  |
| 2月3日   | パックインミュージック 金曜日（木曜日深夜）最終回                                                                                             | 1982年7月30日                     | 野沢那智、白石冬美                           | [ 4 ]  |
| 2月10日  | MDUバックグラウンド・ミュージック 最終回 | 2009年3月29日                     | 若山弦蔵                                     | [ 5 ]  |
| 2月17日  | SURF&SNOW 第2000回 | 1995年8月11日                     | 松宮一彦                                     |        |
| 2月24日  | 東京ポッド許可局「忘れ得ぬ人々・総集編」 | TBSラジオでは初回放送             | マキタスポーツ、 プチ鹿島、 サンキュータツオ | [ 6 ]  |
| 3月3日   | 東京ポッド許可局「忘れ得ぬ人々・総集編」 | TBSラジオでは初回放送             | マキタスポーツ、 プチ鹿島、 サンキュータツオ | [ 6 ]  |
| 3月10日  | 17歳の震災、生島淳ふるさと気仙沼の高校生と語る                                                                                                | 2011年6月17日                     | 生島淳                                       | [ 7 ]  |
| 3月17日  | THE BOOMスペシャル〜海を渡った島唄〜 | 2002年12月24日                    | 宮沢和史                                     |        |
| 3月24日  | 宮川賢プレゼンツ いい音出してるアカデミー | 2010年2月21日                     | 宮川賢                                       |        |
| 3月31日  | コサキンDEワァオ! 最終回 | 2009年3月29日                     | 小堺一機、関根勤                             |        |
| 4月7日   | パックインミュージック 金曜日（木曜日深夜）最終回                                                                                             | 1982年7月30日                     | 野沢那智、白石冬美                           | [ 8 ]  |
| 4月14日  | パックインミュージック 金曜日（木曜日深夜）最終回                                                                                             | 1982年7月30日                     | 野沢那智、白石冬美                           | [ 8 ]  |
| 4月21日  | 石井竜也の舞台裏物語 | 2003年10月23日 2004年1月11日      | 石井竜也、山内あゆ                           | [ 9 ]  |
| 4月28日  | 石井竜也の舞台裏物語 | 2004年1月18日 2004年2月1日        | 石井竜也、山内あゆ                           | [ 9 ]  |
| 5月5日   | ラジオスペシャル「二人の障害児によるドキュメント“歩く”」                                                                                      | 1983年4月10日                     |                                              | [ 10 ] |
| 5月12日  | 報道特別番組「還ってきた沖縄」 | 1972年5月15日                     | 秋元秀雄                                     | [ 11 ] |
| 5月19日  | ラジオスケッチ 5年のあゆみ | 1956年5月7日 - 12日               | [ 12 ]                                       | [ 13 ] |
| 5月26日  | 自閉症児によるドキュメント ヤッホー 返ってこないこだま                                                                                        | 1970年10月11日                    |                                              | [ 14 ] |
| 6月2日   | ラジオスケッチ「秘境黒部に挑む」 | 1957年9月13・14日 1958年3月5・6日 | [ 15 ]                                       | [ 16 ] |
| 6月9日   | オーディオ工房「オカリナに託した夢」 | 1995年1月2日                      | 長峰由紀                                     | [ 17 ] |
| 6月9日   | ラジオワールド 元ちとせ 大地の歌が聞こえる | 2002年2月3日                      | 外山惠理                                     | [ 18 ] |
| 6月16日  | TBSラジオ年末交通情報〜おまけ付き〜 | 2018年12月28日                    | 窪田等                                       | [ 19 ] |
| 6月23日  | ニューススペシャル「昭和元年に野川さんは生まれた」                                                                                            | 1991年3月31日                     |                                              | [ 20 ] |
| 6月30日  | TBSラジオスペシャル「半分家族、ある老人介護の現場から」                                                                                       | 1992年3月1日                      |                                              | [ 21 ] |
| 7月7日   | ラジオワールド 戦後70年特別番組 ハンセン病と戦争 隔離と差別の記憶をどう受け継ぐのか                                                           | 2015年7月5日                      | 片桐千晶                                     |        |
| 7月14日  | ラジオスケッチ から6作 「つばめの歌」「田植えは音楽に乗って」「ふるさとの鐘」「老科学者、孫と共に」「指笛は楽し」「電灯のない部落」           | 1952年                            |                                              |        |
| 7月21日  | ラジオワールド ヒーリングファンタジー「赤道伝説吠え猿の島 カリマンタン」                                                                      | 1998年7月6日                      | 小野武彦、山下智子                           |        |
| 7月28日  | わたしのロストラブ | 1974年2月17日                     | 中村メイコ、西沢和子                         | [ 22 ] |
| 7月28日  | 発言、おくれたらゴメンね。あるジャズドラマーによるドキュメント                                                                                | 1967年3月4日                      | 富樫雅彦                                     |        |
| 8月4日   | ラジオスケッチ から5作 「炭焼部落の分教場」「山城村の虫送り」「簡素な結婚式」「海の見える老人ホーム」「親友 皇太子」                          | 1952年                            |                                              |        |
| 8月11日  | 特別番組「めぐり来た10年、広島の横顔を中心にして」                                                                                            | 1955年8月                         |                                              |        |
| 8月18日  | 戦争と平和の谷間から、BC級戦犯は訴える | 1958年4月16日                     |                                              | [ 23 ] |
| 8月18日  | 発言、卑怯という名の勇気、ある脱走兵士によるドキュメント                                                                                      | 1967年4月14日                     |                                              |        |
| 8月25日  | TBSラジオスペシャル「じゃぱにーず・どりーむ、聴けアジアの仲間達の歌を」                                                                       | 1994年8月8日                      | 向井政生、オユンナ                           | [ 24 ] |
| 9月1日   | ラジオスケッチ から4作 「サーカスに生きる人々」「沖縄乙女の愛の唄」「春その後、歌」「キャメラ以前」                                           | 1953年                            |                                              |        |
| 9月8日   | ラジオスケッチ から4作 「あの子等にこの歌を」「浜辺の学校、朝のひととき」「亡びゆくアイヌ」「ユーカラの歌」                                   | 1953年                            |                                              |        |
| 9月15日  | TBSラジオスペシャル「山を歩く、共同生活をする30人の子供たち」                                                                                 | 1996年12月2日                     |                                              | [ 25 ] |
| 9月22日  | 長嶋伝説、おじさんたちのフィールド・オブ・ドリームス                                                                                          | 1992年10月25日                    | 小島一慶                                     | [ 26 ] |
| 9月29日  | ラジオスケッチ「佐久間ダム」特集 | 1955年                            |                                              | [ 27 ] |
| 10月6日  | ラジオスケッチ から4作 「大仏さまと子供たち」「懐かしの商売その２、竿竹屋」「数寄屋橋界隈その1」「ある不幸な報告書」                          | 1954年 1955年                     |                                              |        |
| 10月13日 | ラジオワールド 花＊花日和 | 2001年2月19日                     | 花*花                                        |        |
| 10月20日 | ポップン・ルージュ | 1989年4月14日 1990年4月6日        | 長峰由紀                                     | [ 28 ] |
| 10月27日 | ラジオスケッチ から5作 「靖国の子」「退院するビキニ患者」「今朝の砂川町」「武吉老大いに語る」「ラジスケ1000本祭」                             | 1955年                            |                                              | [ 29 ] |
| 11月3日  | 現代の表情、闇にまさぐる三重苦の少女 | 1959年                            |                                              |        |
| 11月3日  | ドキュメント日本 第5回・青春からの報告 | 1969年                            |                                              |        |
| 11月10日 | 筑紫哲也のドキュメントにっぽん かい人21面相の謎に挑む                                                                                         | 1984年11月25日                    | 筑紫哲也                                     |        |
| 11月17日 | 筑紫哲也のドキュメントにっぽん キッチンドリンカーその悲惨なるもの                                                                             | 1985年3月17日                     | 筑紫哲也                                     |        |
| 11月24日 | ラジオスケッチ から5作 「いびきのコレクション」「いびきのコレクションその後」「ああそれなのにそれなのに子供の巻」「興安丸帰る」「仁義の世界」 | 1955年 - 1957年                   |                                              |        |
| 12月1日  | ニュースドキュメント77「弥生の笛」 | 1977年                            |                                              |        |
| 12月1日  | ラジオアングル「明日へ歩く、高田盲学校の子供たち」                                                                                            | 1982年                            |                                              |        |
| 12月8日  | ラジオの広場「人間・金田正一」 | 1963年                            |                                              | [ 30 ] |
| 12月8日  | 金田正一物語 | 1957年                            |                                              | [ 30 ] |
| 12月8日  | プロ野球50年、男の熱闘 | 1985年                            |                                              | [ 30 ] |
| 12月15日 | 談志の遺言2011 | 2011年12月24日                    | 山中秀樹                                     | [ 31 ] |
| 12月22日 | ニュースドキュメント77 傷だらけの栄光・ある青春の記録                                                                                         | 1977年                            |                                              |        |
| 12月22日 | ニュースドキュメント78 定時制高校生は燃えている                                                                                               | 1978年                            |                                              |        |
| 12月29日 | ラジオアングル 「特集82年私は 反核の年を振り返って」                                                                                          | 1982年12月12日                    | 近藤美矩                                     |        |
| 12月29日 | ラジオアングル 「特集82年私は 農村からの発言」                                                                                                | 1982年12月26日                    | 近藤美矩                                     |        |

| 放送日  | タイトル                                                                        | 初回放送日                 | 番組内進行           | 備考           |
| ------- | ------------------------------------------------------------------------------- | -------------------------- | -------------------- | -------------- |
| 1月5日  | わたしのロストラブ                                                              | 1974年2月17日              | 中村メイコ、西沢和子 | リクエスト特集 |
| 1月5日  | 発言、おくれたらゴメンね。あるジャズドラマーによるドキュメント                  | 1967年3月4日               | 富樫雅彦             | リクエスト特集 |
| 1月12日 | ポップン・ルージュ                                                              | 1989年4月14日 1990年4月6日 | 長峰由紀             | リクエスト特集 |
| 1月19日 | TBSラジオ年末交通情報〜おまけ付き〜                                             | 2018年12月28日             | 窪田等               | リクエスト特集 |
| 1月26日 | 筑紫哲也のドキュメントにっぽん かい人21面相の謎に挑む                           | 1984年11月25日             | 筑紫哲也             | リクエスト特集 |
| 2月2日  | ニュースドキュメント78 新しい市民権、広がる嫌煙権運動                           | 1978年3月5日               | 鈴木史朗             |                |
| 2月2日  | ニュースドキュメント78 新空港離陸せず、成田の熱い一週間                         | 1978年4月2日               | 青木靖雄             |                |
| 2月9日  | ラジオアングル 「卒業生集まれ、ゴリラ先生の春休み」                             | 1982年4月11日              | 近藤美矩             |                |
| 2月9日  | ラジオアングル 「東京漁民は生きている」                                         | 1982年5月16日              | 近藤美矩             |                |
| 2月16日 | 混声合唱のためのディベルティメント                                              | 1968年12月22日             |                      | 團伊玖磨特集   |
| 2月16日 | 1964年東京オリンピック実況中継・1日目「開会式」                                 | 1964年10月10日             |                      | 團伊玖磨特集   |
| 2月16日 | 倉本聰にっぽん人生録                                                            | 1997年2月                  | 倉本聰               | 團伊玖磨特集   |
| 2月16日 | 母を語る                                                                        | 1968年5月10日              | 團伊玖磨             | 團伊玖磨特集   |
| 2月16日 | シンフォニック・ルポルタージュ「アラブ」                                        | 1958年2月23日              |                      | 團伊玖磨特集   |
| 2月23日 | ザ・ヒットパレード あの歌をもう一度 「思い出のキャンパスミュージック 京都特集」 | 1986年10月21日             | 林美雄               | 林美雄特集     |
| 2月23日 | パックインミュージック 火曜日（月曜日深夜）林美雄担当最終回                     | 1980年9月30日              | 林美雄               | 林美雄特集     |
| 3月1日  | SURF&SNOW                                                                       | 1995年6月23日              | 松宮一彦             |                |
| 3月1日  | SURF&SNOW                                                                       | 1993年9月24日              | 松宮一彦             |                |
| 3月8日  | ニュースドキュメント78 緊急電話                                                 | 1978年                     | 野沢那智、白石冬美   | 野沢那智特集   |
| 3月8日  | ヒューマンドキュメント 歌は世界をめぐる 「ベルリン物語 菩提樹の花咲くかぎり」   | 1975年                     | 野沢那智、鈴木明     | 野沢那智特集   |
| 3月15日 | 佐野史郎のタイムスリップ1969                                                    | 1993年6月7日               | 佐野史郎             |                |
| 3月22日 | 永六輔の土曜ワイドラジオTokyo 最終回                                            | 1975年3月29日              | 永六輔、遠藤泰子ほか | [ 34 ]         |
| 3月29日 | 永六輔の土曜ワイドラジオTokyo 最終回                                            | 1975年3月29日              | 永六輔、遠藤泰子ほか | [ 34 ]         |

## ネット局
| 放送対象地域 | 放送局            | 系列    | 放送時間         |
| ------------ | ----------------- | ------- | ---------------- |
| 関東広域圏   | TBSラジオ 制作局  | JRN     | 日曜 3:00 - 4:00 |
| 秋田県       | 秋田放送（ABS）   | JRN/NRN | 日曜 3:00 - 4:00 |
| 福島県       | ラジオ福島（rfc） | JRN/NRN | 日曜 3:00 - 4:00 |
| 石川県       | 北陸放送（MRO）   | JRN/NRN | 日曜 3:00 - 4:00 |
| 静岡県       | 静岡放送（SBS）   | JRN/NRN | 日曜 3:00 - 4:00 |
| 岡山県       | RSK山陽放送       | JRN/NRN | 日曜 3:00 - 4:00 |
| 沖縄県       | 琉球放送（RBC）   | JRN     | 日曜 3:00 - 4:00 |